# Ausiàs March
Ausiàs March (1397 körül – Valencia, 1459. március 3.) katalán lovag, a középkori katalán irodalom egyik legjelentősebb lírai költője, Petrarca költészetének követője.

## Élete
Az Aragón Korona országaihoz tartozó Valenciai Királyság egyik városában született, valenciai nemes családból származott. Apja, Pere March lovag és költő 1413-ban halt meg. March fiatalkorát Gandia város hercegi udvarában töltötte, melyet gyakran szülővárosának is tartanak. 1420-ban más lovag-költőkkel, például a valenciai Jordi de Sant Jordival együtt csatlakozott V. Alfonz aragóniai királyhoz és részt vett a Szardínia és Korzika elleni hódító hadjáratban. 1424-ben Szicíliában is harcolt a kalózok ellen, de 1425-ben befejezte a katonai szolgálatot és a továbbiakban birtokai igazgatásával foglalkozott. Kétszer nősült: 1439-ben Joanot Martorell költő nővérét feleségül vette, aki azonban fél évvel később meghalt. Második feleségével, Joana Escornaval 1443-ban kötött házasságot és a következő évtől többnyire Valenciában élt, de nem hanyagolta el birtokait. Közeli barátja volt Vianai Károly navarrai hercegnek. 

## Irodalmi működése
A középkori katalán irodalom egyik legnevesebb alkotója, az egyik első költő, aki a trubadúrok által használt okcitán nyelv helyett a helyi valenciai nyelven írt. Életműve százhuszonnyolc hosszabb-rövidebb költeményből áll. Versei pontos keletkezési idejéről nincsenek megbízható adatok, valószínűleg 1430 körül kezdett írni. 
Fennmaradt költeményeinek legnagyobb része szerelmi dal (Cants de amor). Szerelmi lírájának ünnepelt hölgye talán egy Teresa Bou (vagy Monboy) nevű valenciai nemesasszony volt, akit a költő – akárcsak Petrarca – egy templomban pillantott meg először. Ausiàs March őt énekli meg, neki hódol, utána vágyakozik dalaiban. Nem szakít teljesen a trubadúr költészet hagyományaival, de az udvari szerelem mesterkélt retorikája helyett intimebb, személyesebb hang válik uralkodóvá verseiben. 
A halál témája (Cants de mort) csak néhány versében kerül előtérbe. Ezek talán második felesége, Joana Escorna halálához kapcsolódnak és az emlékezésről, a lélek sorsáról, a hiány fájdalmáról szólnak.  A Canto espiritual egyetlen hosszú spirituális ima és személyes meditáció saját fogyatékosságairól.
Ausiàs March már életében is kapott elismerést, a kasztíliai Santillana márki nagy költőként üdvözölte. A 16. században szövegeit kétszer fordították kasztíliai (spanyol) nyelvre. Először Baltasar de Romani nyomtatta ki versei egy részét 1539-ben Valenciában, négy évvel az eredeti katalán szöveg első kiadása előtt, a következő kiadás már 124 verset tartalmazott (Valladolid, 1555). Jorge de Montemayor spanyol fordítása 1560-ban jelent meg, 
Költészete mintát adott a korszak katalán költőinek, és hatása kimutatható több jelentős 16. századi spanyolul verselő költő, például Juan Boscán és Garcilaso de la Vega műveiben is.

## Magyarul
- Versek / Poemes / Poemas; ford. Pere Gimferrer, José María Micó, Déri Balázs; Íbisz, Bp., 1999 (Katalán könyvtár)